# Стрелок на улицах города
«Стрелок на улицах города» (англ. Gunman in the Streets) — французский фильм нуар режиссёра Фрэнка Таттла, который вышел на экраны в 1950 году.
Франкоязычная версия фильма, режиссёром которой был указан Борис Левин (фр.  Borys Lewin), вышла во Франции в 1950 году под названием «Охота» (фр. Le Traque). В 1951 году англоязычная версия фильма вышла в Великобритании под названием «Стрелок на улицах города» и в Канаде под названием «Гангстер в отчаянии» (англ. Gangster at Bay). В 1963 году фильм транслировался по американскому телевидению под названием «Время на исходе» (англ. Time Running Out). Фильм впервые был показан в кинотеатрах США только в 2001 году.
Фильм рассказывает об американском гангстере Эдди Робаке (Дэйн Кларк), которому в Париже удаётся сбежать из-под охраны. Эдди пытается раздобыть денег через свою старую подружку Дениз Вернон (Симона Синьоре), после чего рассчитывает перебраться в Бельгию, где его ожидают члены его банды. Когда на Эдди начинается тотальная облава, Дениз прячет его в студии своего знакомого фотографа (Мишель Андре), а затем при содействии влюблённого в неё американского криминального репортёра (Роберт Дьюк) достаёт для Эдди деньги и переправляет его в Бельгию. Полиция однако выслеживает беглецов, и в жестокой перестрелке убивает Дениз и Эдди.
Критики высоко оценили атмосферу, напряжённость и энергичный темп повествования в картине, а также актёрскую игру, особенно, Симоны Синьоре.

## Сюжет
Вскоре после окончания Второй мировой войны во Франции Эдди Робака (Дэйн Кларак), бывшего американского солдата, дезертировавшего из армии, обвиняют в серии вооружённых ограблений и спекуляциях на чёрном рынке. После следствия, которое длилось десять месяцев, Эдди должен предстать перед судом. Однако полицейский фургон, который перевозит его из тюрьмы в задние суда, блокируется гангстерами на одной из оживлённых улиц Парижа. Начинается интенсивная перестрелка, в которой убивают нескольких полицейских. Эдди, который получает лёгкое ранение в руку, удаётся сбежать. Поимку Эдди поручают инспектору парижской полиции Дюфану (Фернан Гравей), который привлекает значительные полицейские силы для прочёсывания города. Вскоре он получает информацию, что Эдди видели в крупном универсальном магазине. Полиция окружает и закрывает магазин и начинает выводить из него посетителей, проверяя документы у каждого. Эдди похищает маленького плачущего ребёнка у одной из отвлёкшихся посетительниц, после чего, берёт его на руки и, пряча за ним своё лицо, проходит через полицейский кордон, оставив затем ребёнка одному из полицейских. После этого Эдди направляется на квартиру к своим сообщникам, однако видит с улицы, как в этой квартире идёт полицейская облава, и скрывается.
Отрабатывая остальные контакты Эдди, Дюфан тем же вечером приезжает домой к Дениз Вернон (Симона Синьоре), которая когда-то была любовницей гангстера. Она отвечает, что теперь она встречается с американским журналистом Фрэнком Клинтоном (Роберт Дьюк), который прославился после того, как написал статью об Эдди. В это время в квартире звонит телефон, и Эдди через оператора передаёт ей тайным кодом сообщение, что будет ждать её в условленном месте. Дениз заявляет инспектору, что отправляется на свидание с Фрэнком, и Дюфан сопровождает её до ресторана, а затем выставляет у дверей ресторана двоих полицейских. Когда Дениз и Фрэнк садятся ужинать, она вдруг говорит, что у неё совсем нет аппетита и кроме того ей нужно срочно помочь заболевшей подруге. Обещая через некоторое время вернуться, Дениз незаметно для полиции выходит через служебный вход. Взяв такси, она приезжает на встречу с Эдди, который заявляет, что ему срочно нужно достать 300 тысяч франков и этой ночью переправиться в Бельгию, где его будут ждать сообщники. Они вместе объезжают нескольких знакомых Дениз, однако когда она просит денег, ей отказывают, зная о её связи со сбежавшим Эдди. Ничего не добившись, Дениз привозит Эдди на квартиру к знакомому фотографу Максу Сальве (Мишель Андре), который нехотя впускает Эдди. Гангестр подозревает, что Макс является полицейским доносчиком, запугивая того, что если он заговорит, то полиция узнает о его нелегальном бизнесе с фотографиями несовершеннолетних детей. Дениз обещает Эдди вернуться с деньгами, после чего приезжает в ресторан к Фрэнку. Там появляется и Дюфан, который разгадал их тайный код и даёт понять, что ему известно о том, что Эдди с ней связывался. После его ухода Фрэнк и Дениз направляются к нему домой, и влюблённый Фрэнк даёт ей 280 тысяч франков, понимая, что они пойдут Эдди. Признавшись Дениз в любви, Фрэнк говорит, что Эдди просто использует её. Однако Дениз отвечает, что Эдди действительно в ней нуждается. В отсутствие Дениз Эдди заставляет Макса извлечь пулю из его руки, однако когда у того не хватает на это смелости, Эдди сам достаёт пулю. Между тем Фрэнк в разговоре с Дениз настаивает на том, чтобы отвезти её к Эдди. После того, как Дениз отдаёт Эдди деньги, они удаляют Макса в другую комнату, проводя наедине романтическое свидание. Вскоре появляется Фрэнк с остальными деньгами.
Зная Макса как полицейского информатора, который связан с Эдди, Дюфан поручает вызвать его в участок, а в случае его отсутствия, подсунуть ему под дверь записку с требованием явиться в участок на следующее утро. Боясь угроз Эдди, Макс не открывает полицейскому дверь, после чего Эдди забирает записку из полиции, убеждаясь, что Макс является доносчиком. После этого Эдди отводит Макса на кухню, где избивает его и в бессознательном состоянии бросает на газовую плиту, включая газ. Оставшись наедине, Фрэнк уговаривает Дениз оставить Эдди, но она отказывается. Выйдя из кухни, Эдди заявляет, что они с Дениз немедленно уезжают, на что Фрэнк говорит, что готов помочь им, так как у него есть хороший автомобиль, а также статус американского корреспондента, что поможет им выбраться из страны. Некоторое время спустя Макс однако приходит в себя и звонит в полицию. Приехавшему Дюфану он рассказывает всё, что ему известно.
Фрэнк на своей машине вывозит Эдди и Дениз из Парижа, используя свой статус американского корреспондента. Однако когда они устремляются к бельгийской границе, опускается густой туман, и Фрэнк отказывается вести машину дальше. Тогда Эдди садится за руль и несётся по узкой сельской дороге, с трудом различая препятствия на пути. В конце концов, он врезается в дерево, машина переворачивается, но, к счастью, никто не пострадал. Оказывается, что они не доехали до цели маршрута всего несколько километров, которые проходят пешком. После пересечения границы они отправляются на склад, где их ожидают сообщники Эдди, который поручает им посадить Фрэнка на следующий поезд до Парижа. Фрэнк уговаривает Дениз поехать вместе с ним, однако она отказывается. После его ухода Эдди начинает заигрывать с Дениз, однако она подавлена и не настроена на романтические отношения. Разозлившись, Эдди выгоняет Дениз, и она устремляется на железнодорожную станцию, чтобы уехать вместе с Фрэнком. Однако по дороге она видит, что в город прибыл большой отряд вооружённой полиции. Дениз разворачивается и бежит обратно на склад, чтобы предупредить гангстеров, который вместе со своими людьми готовится к отъезду. Однако через несколько минут после того, как Дениз прибегает, полицейские завершают окружение склада, и начинается ожесточённая перестрелка между полицией и хорошо вооружёнными людьми Эдди. Дениз слышит гудок отходящего поезда, на котором могла бы уехать вместе с Фрэнкои, и в этот момент получает смертельное пулевое ранение. Через несколько минут полицейские уничтожают Эдди и всех членов банды. Осмотрев место побоища, Дюфан объявляет дело закрытым.

## В ролях
- Дэйн Кларк — Эдди Робак
- Симона Синьоре — Дениз Вернон
- Фернан Гравей- комиссар Дюфан
- Роберт Дьюк — Фрэнк Клинтон
- Мишель Андре — Макс Сальва

## Создатели фильма и исполнители главных ролей
Как написал историк кино Джефф Стаффорд, «ветеран Голливуда Фрэнк Таттл начал ставить картины ещё в эпоху немого кино, и за свою карьеру он поработал во многих жанрах». К числу его лучших криминальных фильмов относятся «Дело об убийстве Грина» (1929) и «Дело об убийстве Бенсона» (1930) с Уильямом Паэуллом в роли детектива Фила Вэнса, «Стеклянный ключ» (1935) с Джорджем Рафтом и классический фильм нуар с Аланом Лэддом «Оружие для найма» (1942). Однако в конце 1940-х годов в киноиндустрии развернул свою деятельность Комитет по расследованию антиамериканской деятельности, установивший, что в 1930-е годы Таттл был членом Коммунистической партии и принимал участие в организации её мероприятий. Таттла лишили возможность работать и «Стрелок на улицах города» стал первым фильмом Таттла с 1946 года. Вскоре после этого режиссёр вернулся в США, согласившись назвать имена некоторых своих голливудских коллег, что позволило вернуть ему возможность работать в кино.
Как отмечает историк кино Шон Эксмейкер, актёр Дэйн Кларк, который родился в Бруклине, «имел определённое понимание корней своего персонажа». Кларс вырос в период Великой депрессии, закончил колледж с дипломом юриста, занимался боксом, строительством, был моделью, и, наконец, стал актёром. С бродвейской сцены вслед за своим другом Джоном Гарфилдом он перебрался в Голливуд. И хотя, по словам Эксмейкера, он так и не стал звездой уровня Гарфилда, он сделал себе имя как сильный, серьёзный актёр в таких фильмах, как «Бои в Северной Атлантике» (1943), «Восход луны» (1943)" и «Глубокая долина» (1947). Кларк оставался востребованным актёром на телевидении вплоть до отхода от дел в конце 1980-х годов.
Симона Синьоре, по словам Эксмейкера, на момент съёмок в этом фильме «была восходящей звездой французского кино». Её английский был превосходным, и за ней охотился Голливуд также как и за Ивом Монтаном, который был её возлюбленным, а вскоре стал и мужем. Однако в эпоху маккартизма из-за активной общественной позиции Синьоре на неё повесили ярлык коммунистки. Она осталась в Европе, где сыграла у Макса Офюльса в «Карусели» (1950), а также главную роль в фильме Жака Беккера «Золотая каска» (1952) и у Анри-Жоржа Клузо в фильме «Дьяволицы» (1955), который «укрепил её международный авторитет».
Как далее пишет Эксмейкер, оператором фильма был «выдающийся Ойген Шюфтан, киноноватор, который разработал „метод Шюфтана“ (специальный эффект, который использует зеркала для соединения двух отдельных изображений)». Он был оператором таких легендарных фильмов, как «Воскресные люди» (1930), «Набережная туманов» (1938) Марселя Карне, «Глаза без лица» (1960) Жоржа Франжю и «Мошенник» (1961), за который получил заслуженный «Оскар». Эксмейкер также напоминает, что в 1940-е годы Шюфтан работал без упоминания в титрах над низкобюджетными американскими фильмами эмигранта из Германии Эдгара Ульмера и Дугласа Сирка, что подготовило его к работе над этим фильмом.

## История создания и проката фильма
Рабочее название этого фильма — «Это случилось во Франции» (англ.  It Happened in France).
Согласно «Нью-Йорк Таймс» от 21 мая 1950 года, производство было прервано на месяц, когда Фрэнк Латимор (англ. Frank Latimore), который изначально был взят на роль Фрэнка Клинтона, заболел.
Фильм находился в производстве с января по 30 апреля 1950 года, и вышел в прокат 31 октября 1950 года. Съёмки фильма проходили на натуре в Парижеref name= Eder/>.
По сообщению «Нью-Йорк Таймс», присутствие в картине американских актёров Дэйна Кларка и Роберта Дьюка вызвало споры во французском профсоюзе кинематографистов, и в качестве компромисса, продюсеры сняли фильм как на английском, так и на французском языках.
Франкоязычная версия фильма (режиссёром которой указан Борис Левин) вышла на экраны в Париже в 1950 году под названием «Охота». В 1951 году англоязычная версия фильма вышла в Великобритании под названием «Стрелок на улицах города» и в Канаде под названием «Гангстер в отчаянии» (англ. Gangster at Bay). В обоих версиях некоторые наиболее жестокие моменты были вырезаны цензорами. В частности, были удалены крупный план человека без сознания, оставленного умирать с лицом, распростёртым на газовой печи, удаление пули из руки Робака, кульминационная перестрелка между полицией и беглецами. Однако, по словам Эксмейкера, фильм так и не получил достойного проката в кинотеатрах США. В конце концов, фильм был переименован во «Время на исходе» и в 1963 продан для показа по телевидению. Лишь в 2001 году в Нью-Йорке состоялась официальная театральная премьера фильма на территории США, в которой были восстановлены все удалённые ранее цензурой кадры.

## Оценка фильма критикой

### Общая оценка фильма
Современный историк кино Шон Эксмейкер отметил, что это «малобюджетный фильм с международным актёрским составом (русский и французский продюсеры, американские режиссёр и звезда, французские актёры, немецкий оператор и сценаристы из разных мест)». Фильм показывает «не гламурную сторону Парижа с Эйфелевой башней, Триумфальной аркой или мостами через Сену. Это ночной мир невзрачных ночных клубов, убогих квартир и тёмных переулков, уходящих в туман и заканчивающихся в почти заброшенном промышленном парке». По мнению критика, этот фильм не похож на традиционные французские криминальные фильмы от «Пепе ле Моко» (1937) до «Красного круга» (1970). В центре этой картины находится «яростный преступник из американских гангстерских картин с психологией послевоенных фильмов нуар, который существует в мире, где доносчики сдадут его за секунду». Эксмейкер отмечает, что по кадрам кинохроники и кадрам, взятым из кинобиблиотек, а также по сделанных с помощью рирпроекции некоторым эпизодам автомобильной погони по парижским улицам и по извилистым просёлочным дорогам, очевидно, что фильм испытывал серьёзные бюджетные ограничения. Несмотря на это, оператор картины Ойген Шюфтан «привносит остроту в натурные съемки, а также стиль, что делает этот фильм нуар очень французским».
Джефф Стаффорд отметил, что «как и другие французские нуары, этот фильм пропитан романтическим фатализмом». Критик пишет, что "несмотря на скромный бюджет по сравнению с голливудскими нуарами того же периода, этому фильму есть что предложить ценителям жанра. Это и уникальная пара бывшего контрактного актёра Warner Bros. Дэйна Кларка и очень молодой Симоны Синьоре в роли пары обреченных любовников, и впечатляющая кинематография Ойгена Шюфтана, и запоминающаяся музыка Джо Хаджоса и чёткая режиссура Фрэнка Таттла, который ранее уже ставил такие впечатляющие работы в жанре нуар, как «Оружие для найма» (1942) и «Саспенс» (1946).
Современный киновед Брюс Эдер называет картину «забытым фильмом, который достоин того, чтобы его открыли заново». По мнению критика, в фильме «много тех же привлекательных, почти гипнотически тонких элементов, которые характеризовали лучший фильм Таттла „Оружие для найма“. Фильм течёт с очаровательной легкостью, сводя воедино несколько сюжетных линий и отношений, которые аккуратно соединяются во всё более напряжённую драматическую дугу. Саспенс элегантно переходит от сцены к сцене, накладывая друг на друга временные и сюжетные моменты и неумолимо притягивая зрителя в центр повествования». Эдер отмечает, что «несмотря на французское происхождение, у фильма достаточно сильный американский дух,.. в темпе повествования и во взгляде на ситуацию, привлекательный для любителей криминального кино (он прекрасно смотрелся бы в паре с „Белой горячкой“, который отчасти напоминает)». Вместе с тем, «его французский актёрский состав и место действия в Париже, а также его послевоенная атмосфера делают его привлекательным для поклонников неамериканского кино».
По мнению историка кино Денниса Шварца, это «захватывающий фильм нуар» с «превосходной игрой хмурого Дэйна Кларка и сексуальной мурлыкающей кошечки Симоны Синьоре». Как отмечает Шварц, «несмотря на непривлекательность главных героев, особенно социопатического персонажа Кларка, этот криминальный триллер „о человеке в бегах“ возбуждает и удерживает интерес зрителя, наращивая напряжённость». Кроме того, критик считает, что «фильм отлично создаёт тревожную атмосферу с помощью натурных съёмок тёмного Парижа послевоенного периода. Он движется в быстром темпе и легко усваивается, как хороший коньяк, а кровавые сцены экшна очень напоминают американский тип фильма в духе „Белой горячки“».

### Оценка актёрской игры
Эксмейкер называет Эдди Робака в исполнении Кларка «классическим американским психопатическим гангстером, жестоким и несдержанным», кроме того, «ревнивым к каждому, кто проявляет интерес к Дениз, и ещё хуже, если кто-то показывает самую малую влюблённость». Тем временем Дениз в исполнении Синьоре — это «классическая элегантная дамочка гангстера, внешне светская и холодная, но жёсткая, исходя из собственного жизненного опыта». Брюс Эдер отмечает, что Дейн Кларк в роли Эдди Робака по большей части играет глазами и телом, произнося лишь несколько ценных слов на протяжении 88-минутного фильма" С другой стороны, «Симона Синьоре хладнокровно и уверенно несёт на себе большую часть фильма, поражая сочетанием жизнерадостной испорченности и эмоциональной отстраненности». По мнению Майкла Кини, «Кларк убедительно играет отчаянного гангстера, а Синьоре хороша в роли женщины, разрывающейся между двумя любимыми мужчинами».